# 片熊蛛
片熊蛛（学名：Arctosa laminata）为狼蛛科熊蛛属的动物。在中国大陆，分布于安徽、福建、江西、浙江等地。该物种的模式产地在安徽齐云山、福建武夷山、江西井岗山。